# Rîmaci, Liuboml
Rîmaci (în ucraineană Римачі́) este localitatea de reședință a comunei Rîmaci din raionul Liuboml, regiunea Volînia, Ucraina.

## Demografie
Componența lingvistică a localității Rîmaci
     Ucraineană (98,83%)
     Alte limbi (1,07%)
Conform recensământului din 2001, majoritatea populației localității Rîmaci era vorbitoare de ucraineană (98,83%), existând în minoritate și vorbitori de alte limbi.